# Freieslebenite
La freieslebenite è un minerale.